# Дворец Национального конгресса Бразилии
Дворе́ц Национа́льного конгре́сса (порт. Palácio do Congresso Nacional, неофициально Дворец Нереу Рамуша) — здание, где заседает Национальный конгресс Бразилии. Расположен в столице Бразилиа на площади Трёх властей. Построен по проекту Оскара Нимейера (1960). 
Площадь-газон перед входом в здание используется для проведения официальных шествий, митингов и пикетов.
Здание выглядит как параллелепипед, на котором расположены две полусферы и два параллельных 28-этажных небоскрёба между ними, и в целом напоминает весы. Под полусферой-куполом находятся помещения Федерального сената, под полусферой-чашей — помещения Палаты депутатов. Здание соединено подземными тоннелями с соседними, также принадлежащими комплексу.
В. И. Павличенков подчёркивает целостность здания, сравнивая его с мегалитом. По мнению Ю. Ю. Савицкого, Нимейер, желая сделать облик здания необычным и запоминающимся, поступился функциональной и конструктивной логикой, при этом Савицкий отмечает, что архитектор сумел создать «хорошо функционирующий архитектурный организм». В. К. Горожанкин, говоря о двух полусферах здания, сравнивает их с символом «инь-ян» и указывает на то, что они символизируют гармонию и единство двух палат парламента.

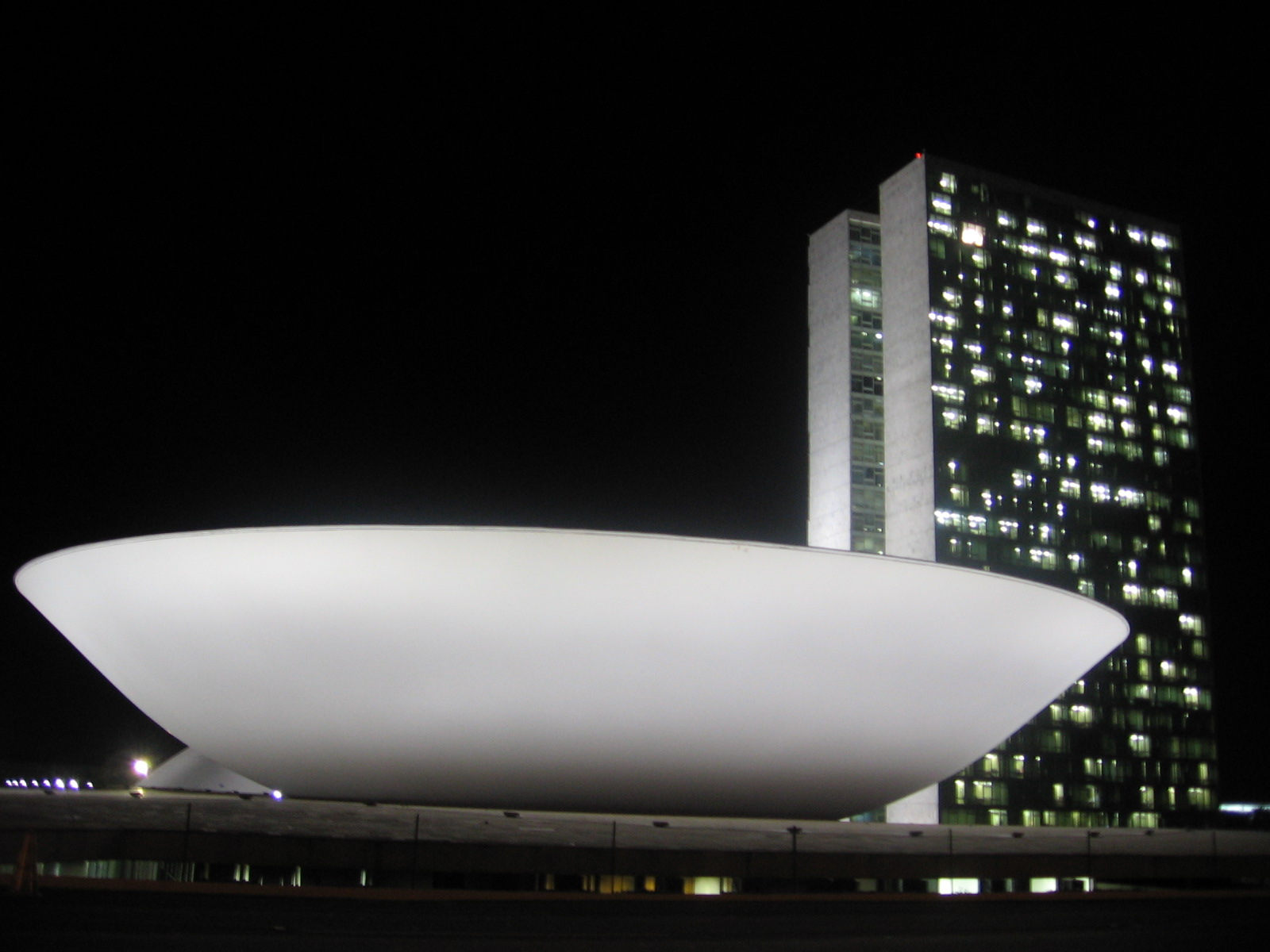
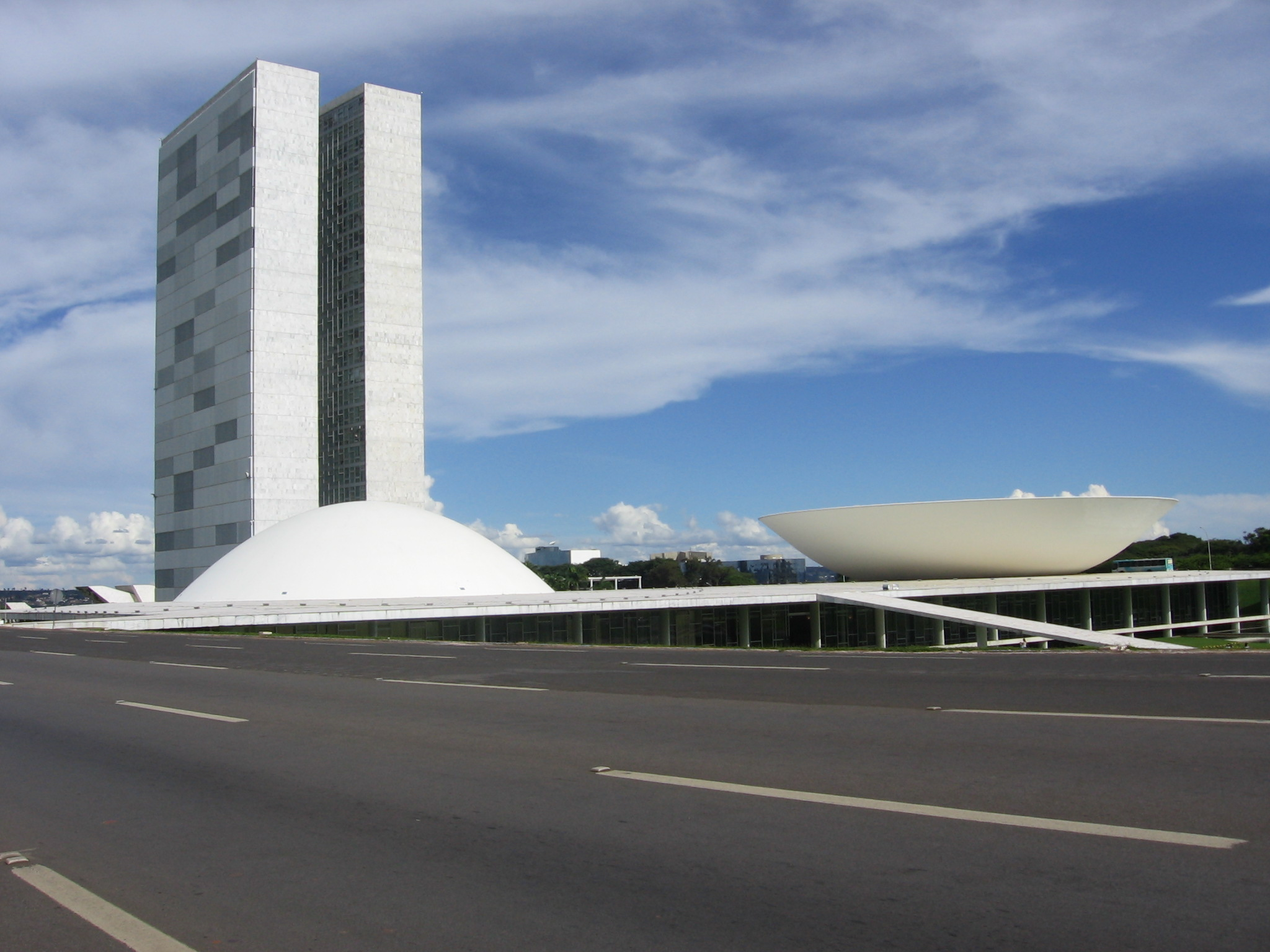
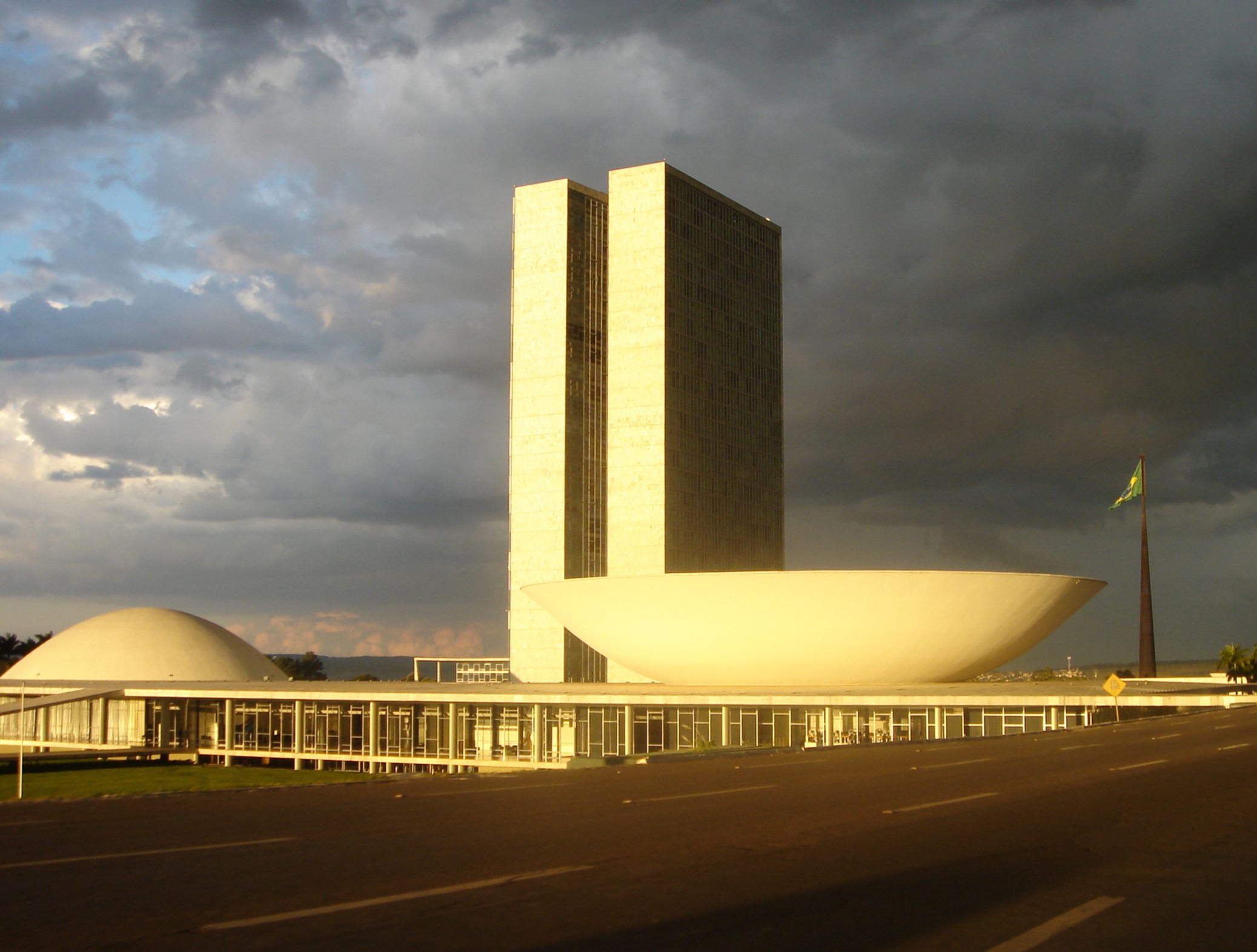